# Beitouying
Beitouying (kinesiska: 北头营乡, 北头营) är en socken i Kina. Den ligger i provinsen Hebei, i den norra delen av landet, omkring 180 kilometer norr om huvudstaden Peking. Antalet invånare är 6 529. Befolkningen består av 3 102 kvinnor och 3 427 män. Barn under 15 år utgör 18,0 %, vuxna 15-64 år 70 %, och äldre över 65 år 10,0 %.
Genomsnittlig årsnederbörd är 681 millimeter. Den regnigaste månaden är juni, med i genomsnitt 167 mm nederbörd, och den torraste är januari, med 2 mm nederbörd.